# Berchemia hirtella
Berchemia hirtella är en brakvedsväxtart som beskrevs av Tsai och K.M. Feng. Berchemia hirtella ingår i släktet Berchemia och familjen brakvedsväxter. Utöver nominatformen finns också underarten B. h. glabrescens.